# Чубаров, Алексей Кузьмич
Алексей Кузьмич Чубаров  (1913—1964) — старший лейтенант Рабоче-крестьянской Красной Армии, участник Великой Отечественной войны, командир 6-й стрелковой роты 1-го стрелкового полка 99-й стрелковой дивизии, Герой Советского Союза (1945).

## Биография
Алексей Чубаров родился 2 ноября 1913 года в селе Коростово (ныне — Рязанский район Рязанской области) в крестьянской семье.
После получения неполного высшего образования (три курса института) работал в Москве. В советскую армию был призван в 1941 году. Окончил военно-хозяйственные курсы. На фронте находился с ноября 1941 года.
В декабре 1944 года Чубаров командовал 6-й резервной ротой 2-го батальона 1-го стрелкового полка 99-й стрелковой Житомирской Краснознамённой дивизии 46-й армии (2-й Украинский фронт). Во главе своей роты старший лейтенант Чубаров в ночь на 5 декабря 1944 года переправился через Дунай севернее города Эрчи (Венгрия). Во время переправы он был ранен, но остался в строю. Рота прорвала передний край обороны противника и, закрепившись на занятом рубеже, отразила несколько контратак, прикрывая переправу остальных подразделений. В этом бою Чубаров был вновь ранен, на этот раз тяжело: осколок пробил ключицу, прошил весь бок, раздробил рёбра.
Указом Президиума Верховного Совета СССР от 24 марта 1945 года «за образцовое выполнение боевых заданий командования на фронте борьбы с немецко-фашистским захватчиками и проявленные при этом мужество и героизм» старший лейтенант Алексей Чубаров был удостоен высокого звания Героя Советского Союза с вручением ордена Ленина и медали «Золотая Звезда» за номером 7215.
За отличие при форсировании Дуная Указом от 24.03.1945 года Золотой Звездой Героя Советского Союза наградили ещё 14 воинов  из 2-го стрелкового батальона 1-го стрелкового полка старшего лейтенанта Забобонова Ивана Семеновича, в том числе: старшего лейтенанта Милова Павла Алексеевича, старшего лейтенанта Чубарова Алексея Кузьмича, лейтенанта Храпова Николая Константиновича, лейтенанта Колычева Олега Федосеевича, младшего лейтенанта Кутуева Рауфа Ибрагимовича, старшего сержанта Шарпило Петра Демьяновича, сержанта Ткаченко Ивана Васильевича, сержанта Полякова Николая Федотовича, рядового Зигуненко Ильи Ефимовича, рядового Остапенко Ивана Григорьевича, рядового Мележика Василия Афанасьевича, рядового Зубовича Константина Михайловича, рядового Трошкова Александра Даниловича...
Был также награждён рядом медалей.
В 1945 году Чубаров был уволен в запас. До 1958 года он жил и работал в слободе Большая Орловка Мартыновского района Ростовской области. В 1962 году Алексей Кузьмич переехал в Красный Яр (Красноярская) — бывшая станица в Ростовской области. Работал в совхозе «Добровольский». За несколько недель до смерти получил квартиру в Волгодонске. Скончался Алексей Кузьмич Чубаров 10 сентября 1964 года. Похоронен на кладбище  Красного Яра ( бывший совхоз Добровольский, ныне город Волгодонск с  2004 года).

## Награды
- Герой Советского Союза [5] (в наградном листе - Чубарев)
- Орден Ленина

- Орден Отечественной войны II степени[6](в наградном листе - Чубарев, в списке - Чебарев)
- Медаль «За победу над Германией в Великой Отечественной войне 1941—1945 гг.» (9 мая 1945[7])
- Медаль «За взятие Будапешта»

## Память
- Имя Героя высечено золотыми буквами в зале Славы Центрального музея Великой Отечественной войны в Парке Победы города Москвы.
- Именем А. К. Чубарова назван переулок в городе Волгодонске[4]. 16 сентября 2015 года на здании Алешинской основной общеобразовательной школы была открыта мемориальная доска в честь Чубарова Алексея Кузьмича
- В городе Касимов Рязанской области   установлен барельеф и увековечено имя на мемориале  Героям Советского Союза.